# Joseph Ruttenberg

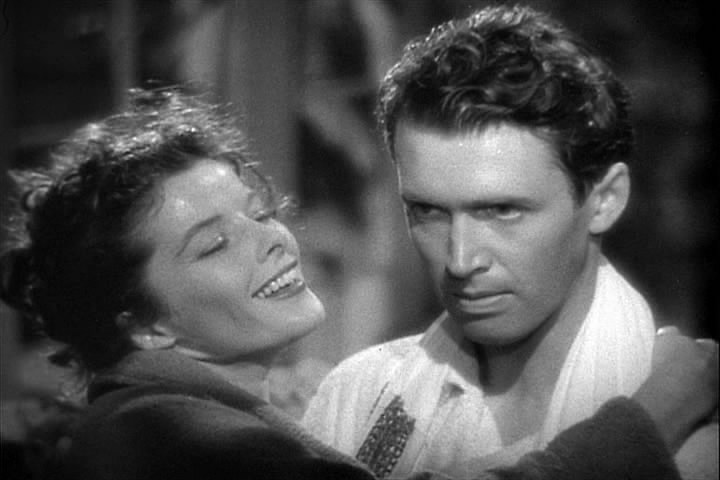
Indiscrétions (1940) :
Katharine Hepburn et James Stewart

Joseph Ruttenberg, né le 4 juillet 1889 à Saint-Pétersbourg (Russie, alors Empire russe), mort le 1er mai 1983 à Los Angeles (Californie, États-Unis), est un directeur de la photographie américain d'ascendance russe, membre de l'ASC.

## Biographie
Sa famille émigre aux États-Unis en 1899 et s'installe à Boston (Massachusetts). Là, Joseph Ruttenberg débute comme reporter-photographe au Boston Globe, dans les années 1910. En 1915, il part à New York où il intègre la Fox Film Corporation puis, à la fin des années 1920, la Paramount Pictures. En 1934, il rejoint à Hollywood la Metro-Goldwyn-Mayer, au sein de laquelle il collaborera avec Mervyn LeRoy, George Cukor, Vincente Minnelli, Joseph L. Mankiewicz, entre autres.
Il participe à son premier film en 1917 et à son dernier en 1968. Notons que son premier film parlant en 1931, The Struggle, est également le dernier réalisé par D. W. Griffith.
Il reçoit durant sa carrière dix nominations à l'Oscar de la meilleure photographie, dont quatre gagnés. En outre, un Golden Globe lui est décerné (voir la rubrique "Récompenses" ci-dessous).

## Filmographie partielle
- 1917 : The Blue Streak de William Nigh
- 1918 : Doing Their Bit de Kenean Buel
- 1919 : La Princesse Laone (A Fallen Idol) de Kenean Buel
- 1920 : Le Voleur (The Thief) de Charles Giblyn
- 1921 : L'Intrépide Héritière (Know You Men) de Charles Giblyn
- 1922 : Le Foyer qui s'éteint (Silver Wings) de John Ford et Edwin Carewe
- 1925 : School for Wives de Victor Halperin
- 1926 : Célibataires d'été (Summer Bachelors) de Allan Dwan
- 1931 : L'Assommoir (The Struggle) de D. W. Griffith
- 1935 : Brigade spéciale (Men Without Names), de Ralph Murphy
- 1936 : Furie (Fury) de Fritz Lang
- 1936 : Le Fils du désert (Three Godfathers) de Richard Boleslawski
- 1937 : Un jour aux courses (A Dat at the Races) de Sam Wood
- 1937 : La Grande Ville (The Big City) de Frank Borzage
- 1937 : Everybody Sing d'Edwin L. Marin
- 1938 : Trois Camarades (Three Comrades) de Frank Borzage
- 1938 : Coup de théâtre (Dramatic School) de Robert B. Sinclair
- 1938 : Cinq Jeunes Filles endiablées (Spring Madness), de S. Sylvan Simon
- 1938 : Toute la ville danse (The Great Waltz) de Julien Duvivier
- 1939 : Femmes (Women) de George Cukor
- 1939 : On Borrowed Time de Harold S. Bucquet
- 1939 : La Féerie de la glace (Ice Follies of 1939) de Reinhold Schünzel
- 1940 : Indiscrétions (The Philadelphia Story) de George Cukor
- 1940 : La Valse dans l'ombre (Waterloo Bridge) de Mervyn LeRoy
- 1940 : Broadway qui danse (Born to Dance) de Norman Taurog
- 1940 : Camarade X (Comrade X) de King Vidor
- 1941 : La Femme aux deux visages (Two-Faced Woman) de George Cukor
- 1941 : Docteur Jekyll et M. Hyde (Dr. Jekyll and Mr. Hyde) de Victor Fleming
- 1942 : Madame Miniver (Mrs. Miniver) de William Wyler
- 1942 : Prisonniers du passé (Random Harvest) de Mervyn LeRoy
- 1942 : La Femme de l'année (Woman of the Year) de George Stevens
- 1943 : Madame Curie de Mervyn LeRoy
- 1943 : Lily Mars vedette (Presenting Lily Mars) de Norman Taurog
- 1944 : Hantise (Gaslight) de George Cukor
- 1944 : L'introuvable rentre chez lui (The Thin Man goes Home) de Richard Thorpe
- 1944 : Madame Parkington (Mrs. Parkington) de Tay Garnett
- 1945 : La Vallée du jugement (The Valley of Decision) de Tay Garnett
- 1945 : L'Aventure (Adventure) de Victor Fleming
- 1947 : La Femme de l'autre (Desire Me) de George Cukor
- 1948 : La Belle imprudente (Julia Misbehaves) de Jack Conway
- 1948 : L'Indomptée (B .F.'s Daughter) de Robert Z. Leonard
- 1949 : L'Île au complot (The Bribe) de Robert Z. Leonard
- 1949 : La Dynastie des Forsyte (That Forsyte Woman) de Compton Bennett
- 1950 : L'Histoire des Miniver (The Miniver story) d'H. C. Potter
- 1950 : La Rue de la mort (Side Street) d'Anthony Mann

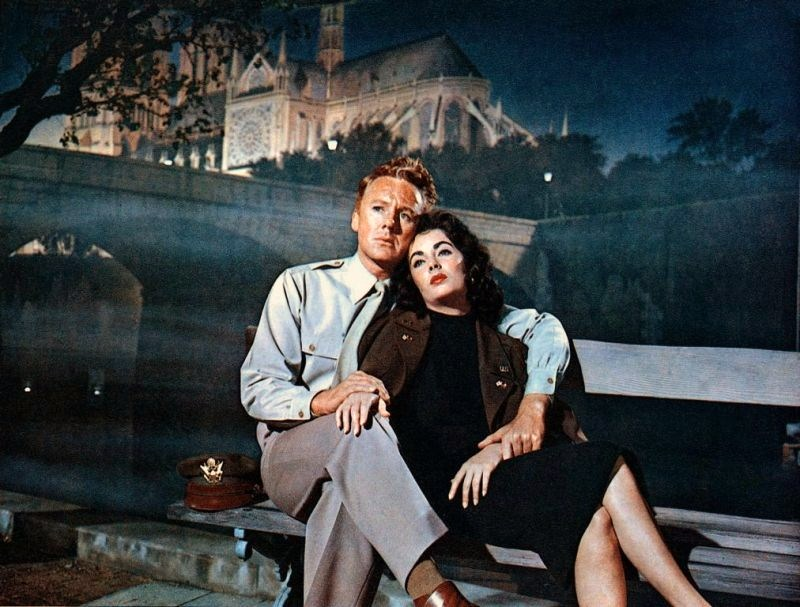
La Dernière Fois que j'ai vu Paris (1954) :
Van Johnson et Elizabeth Taylor

- 1951 : Jour de terreur (Cause for Alarm!) de Tay Garnett
- 1951 : Le Grand Caruso (The Great Caruso) de Richard Thorpe
- 1951 : It's a Big Country, de Clarence Brown, Don Hartman, John Sturges...
- 1951 : L'Âge d'aimer (Too Young to Kiss) de Robert Z. Leonard
- 1952 : Le Prisonnier de Zenda (The Prisoner of Zenda) de Richard Thorpe
- 1952 : Tu es à moi (Because You're Mine) d'Alexander Hall
- 1952 : Un garçon entreprenant (Young Man with Ideas) de Mitchell Leisen
- 1953 : Jules César (Julius Caesar) de Joseph L. Mankiewicz
- 1953 : Lune de miel au Brésil (Latin Lovers) de Mervyn LeRoy
- 1953 : Le Joyeux Prisonnier (Small Town Girl) de László Kardos
- 1954 : Les Fils de Mademoiselle (Her Twelve Men) de Robert Z. Leonard
- 1954 : La Dernière Fois que j'ai vu Paris (The Last Time I saw Paris) de Richard Brooks
- 1954 : Brigadoon de Vincente Minnelli
- 1955 : Le Fils prodigue (The Prodigal) de Richard Thorpe
- 1955 : Mélodie interrompue (Interrupted Melody) de Curtis Bernhardt
- 1956 : Marqué par la haine (Somebody up there likes me) de Robert Wise
- 1956 : Le Cygne (The Swan) de Charles Vidor
- 1957 : Femmes coupables (Until they sail) de Robert Wise
- 1958 : Gigi de Vincente Minnelli
- 1958 : Qu'est-ce que maman comprend à l'amour ? (The Reluctant Debutante) de Vincente Minnelli
- 1959 : Vertes Demeures (Green Mansions) de Mel Ferrer
- 1960 : La Vénus au vison (Butterfield 8) de Daniel Mann
- 1960 : Les Rats de caves (The Subterraneans) de Ranald MacDougall
- 1961 : Anna et les Maoris (Two Loves) de Charles Walters
- 1961 : Le troisième homme était une femme (Ada) de Daniel Mann
- 1961 : L'Américaine et l'Amour (Bachelor in Paradise) de Jack Arnold
- 1962 : L'Inconnu du gang des jeux (Who's got the action?), de Daniel Mann
- 1963 : Blondes, Brunes et Rousses (It happened at the World's Fair) de Norman Taurog
- 1963 : Un homme doit mourir (The Hook) de George Seaton
- 1964 : Papa play-boy (A Global Affair) de Jack Arnold
- 1965 : L'Enquête (Sylvia) de Gordon Douglas
- 1965 : L'amour a plusieurs visages (Loves has many faces) d'Alexander Singer
- 1965 : Harlow, la blonde platine (Harlow) de Gordon Douglas
- 1968 : À plein tube (Speedway) de Norman Taurog

## Récompenses
- Oscar de la meilleure photographie :
  - En 1939, pour Toute la ville danse ;
  - En 1943, catégorie noir et blanc, pour Madame Miniver ;
  - En 1957, catégorie noir et blanc, pour Marqué par la haine ;
  - Et en 1959, catégorie couleur, pour Gigi.

(+ six autres nominations)
- Golden Globe de la meilleure photographie en 1955, catégorie couleur, pour Brigadoon.